# 西海岸縣
西海岸縣（印尼語：Kabupaten Pesisir Barat）是印度尼西亞楠榜省下屬的一個縣，位於該省西部的印度洋沿岸地區，縣治為中海岸鎮，西海岸縣成立於2012年11月16日。東接西楠榜縣，東南鄰Tanggamus縣，南瀕巽他海峽，西臨印度洋，北與明古魯省考爾縣為界，東北鄰南蘇門答臘省南上奧眼哥美靈縣。

## 行政區劃
目前，西海岸縣轄有11個鎮。
- Bangkunat
- Karya Penggawa
- 南克魯夷鎮
- Lemong
- Ngambur
- Ngaras
- 南海岸鎮
- 中海岸鎮
- 北海岸鎮
- Pulau Pisang
- 威克魯夷鎮